# Raymond Duncan

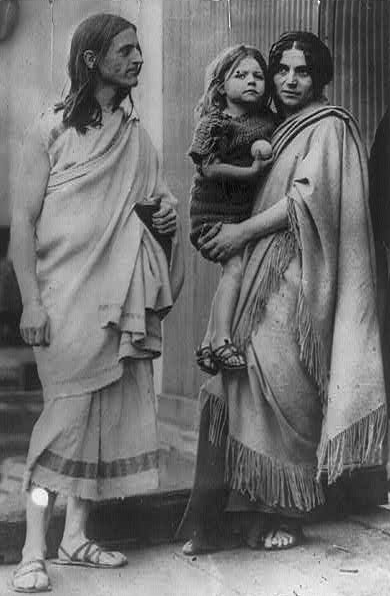
Raymond Duncan mit seiner Frau Penelope und seinem Sohn Menalkas im Jahr 1912

Raymond Duncan (* 1. November 1874 in San Francisco; † 14. August 1966 in Cavalaire-sur-Mer) war ein US-amerikanischer Tänzer, Bildender Künstler, Dichter, Philosoph und Bruder der Tänzerinnen Isadora Duncan und Elizabeth Duncan.

## Leben
Duncan war das dritte der vier Kinder von Joseph Charles Duncan, einem Bankier, und Mary Isadora Gray, der jüngsten Tochter des kalifornischen Senators Thomas Gray. Seine Geschwister waren Elizabeth, Augustin und Isadora. 1891, im Alter von 17 Jahren, entwickelte er eine Bewegungstheorie, die er "Kinematics Raymond Duncan" nannte, "eine bemerkenswerte Synthese der Bewegungen der Arbeit und des täglichen Lebens".
1898 verließ er mit seiner Mutter und seinen Schwestern die Vereinigten Staaten und lebte einige Zeit in London, Berlin, 1902 Athen und Paris. 1900 lernte er in Paris den deutschen Dichter Gustav Gräser kennen und war tief beeindruckt von seinen Vorstellungen vom natürlichen und einfachen Leben. Die wechselseitige Beeinflussung der beiden führte einerseits dazu, dass der vielseitiger Duncan, Dichter und Kommunegründer die Gräsersche Lebensart in den Kreis seiner Freunde Gertrude Stein, Henri Matisse und Picasso trug und Gräser die Bewegungstheorie, der "Kinematics Raymond Duncan" Rudolf Steiner vorstellte, welcher in Verbindung mit Marie von Sivers die Eurythmie entwickelte.
Duncan war Philhellene, ein Freund von Angelos Sikelianos und heiratete 1903 dessen Schwester Penelope Sikelianos (* 1882; † 22. April 1917 in Davos an Tuberkulose).
Die Familie führte ein Schäferleben im selbstgebauten Palast des Agamemnon ohne Dach, den Duncan historisierend im Stil der griechischen Klassik mit selbstgefertigten Möbeln ausstattete, wobei dessen künstlerische Fertigkeiten wie Töpfern, Weben und Zimmern zum Tragen kamen. Die Gastfreundschaft des Ortes blieb historisierend Gekleideten vorbehalten. Der gemeinsame Sohn Menalkas Duncan (* 1905 in Κοπανάς (heute Vyronas); † 1969 in Provincetown) wurde nach einem Schäfer aus der bukolischen Dichtung Theokrits benannt, illustrierte Bücher seines Vaters, veröffentlichte 1917 sechs Gedichte gesammelt unter dem Titel Adramandoni, und wurde Schuster.
Die Familie Penelope Sikelianos, Raymond Duncan, Menalkas sowie deren Bediensteter trugen Kleidung der Griechischen Klassik in Griechenland wie im Ausland. Von April bis Juli 1907 wurde ihnen in Berlin zu verschiedenen Hotels der Zutritt verwehrt.
1909 gründete Duncan die Lebensreform-Kolonie Fotodotera in Vyronas bei Athen.
1909 kehrten Raymond und Penelope für eine Reihe von Auftritten klassischer griechischer Stücke darunter Electra von Sophokles, in die USA zurück und tourten durch Philadelphia, Chicago, Kansas City, San Francisco, Portland und andere Städte. Das Paar gab auch Vorträge und Kurse über Volksmusik, Weben, Tanzen und griechische Musik. Anschließend verbrachten sie einige Monate mit den Klamath-Indianern im pazifischen Nordwesten. Als sie Anfang 1910 New York besuchten, wurde ihr Sohn Menalkas Duncan von der New Yorker Polizei in klassischer Kleidung auf der Straße in die Obhut eines Kinderheimes gebracht und Raymond Duncan musste sich gegen den Vorwurf der Misshandlung seines Kindes verantworten.

## 1911 Akadémia, Conférence
1911 gründete er mit seiner Schwester Isadora Duncan in der 21 Rue Bonaparte die Akadémia.
Er veranstaltete Konferenzen mit themenbedingten Veranstaltungsorten und bewarb sie mit Flugblätter, deren Adresse für die Presserechtliche Verantwortlichkeit die Imprimé à l'Akademia Raymond Duncan war:
- Les moyens de grève: (Die Mittel des Streiks) 5. Mai 1912 Georges Yvetot, Arbeitsamt.[10]
- Le vrai but du théâtre (Das eigentliche Ziel des Theaters), Châtelet
- Walt Whitman et la poésie naturelle (Walt Whitman und die Naturdichtung)

Zu den Teilnehmern dieser Konferenzen gehörte Salomon Reinach.
Er vermietet sein Zimmer an Jean Tedesco für eine der ersten Filmklubsitzungen in der Geschichte, noch vor den Projektionen des Théâtre du Vieux-Colombier
L'Akademia war eine freie Schule, ein offenes Haus. "Raymond Duncan war seit seiner Kindheit vom antiken Griechenland fasziniert: die Ästhetik und die Lebensweise, für die er wirkte. Die Akademia war von diesem Einfluss durchdrungen. Die Presse der Zeit beschrieb die Kleidung von Raymond Duncan und seinen Schülern: Tuniken im griechischen Stil, die er selbst angefertigt hatte. Diese Unisex-Tuniken trugen dazu bei, Unterschiede zwischen den Geschlechtern und sozialer Klasse zu beseitigen. Raymond Duncan hätte dieses Outfit angenommen, nachdem seinem Fahrer der Zugang zu einem Strand verweigert worden war, da seine Kleidung seinen sozialen Status verriet. Das Leben der Akademia war von: Tanz, Musik, Weben, Turnen, Basteln, Spinnen, Orphic Song, griechische Sprache und Philosophie geprägt. An diesen Kursen nahmen externe Studenten teil, die nach ihren Möglichkeiten bezahlten, und Mitglieder der Gemeinde, die einige Tage, Monate oder Jahre in ihren Mauern lebten. Untergebracht und vegetarisch ernährt, beteiligten sie sich im Gegenzug an der Wirtschaft der Gemeinschaft, indem sie Sandalen herstellten, Wolle sponnen und Tuniken webten. Dieses Kunsthandwerk konnte zu auskömmlichen Preisen im Akademia-Laden in der Rue du Faubourg Saint-Honoré verkauft werden.

## Nordepirus
1912, zu Beginn der Balkankriege gingen Penelope und Raymond nach Nordepirus in Albanien, bauten Krankenhäuser und die antike Stadt des Όγχησμος Saranda in Epirus wieder auf. Die gesamte Bevölkerung dieser Stadt wurde durch kunsthandwerkliche Produktion selbstversorgend.
Raymond Duncan hielt es wegen des Bürgerkriegs für notwendig, eine Republik in Albanien zu gründen. Er organisierte seine eigene Armee, druckte sein eigenes Geld und hielt während der Balkankriege seine Stadt gegen ganz Europa.

## Künstlerkolonie in Neuilly-sur-Seine
1904 zogen Eva Palmer-Sikelianos und Duncans Schwager Angelos Sikelianos in die 56 rue de Longchamp und wurden Nachbarn von Natalie Clifford Barney in der 25 rue de Bois de Bologne in Neuilly-sur-Seine.
In der zweiten Jahreshälfte 1928 lebte und arbeitete Kay Boyle mit ihrer neugeborenen Tochter Sharon in dieser Wohngemeinschaft. Sie berichtete in ihrem Roman „My Next Bride“ von diesem Aufenthalt. Caresse Crosby und Harry Crosby waren in die Vereinigten Staaten gereist und Harry hatte darauf bestanden, für die Dauer ihrer Abwesenheit ihre Limousine samt Chauffeur der Künstlerkolonie zu überlassen. Frau Boyle legte so komfortabel ihren Arbeitsweg zwischen Vorstadt und den beiden Verkaufsstellen für das Kunsthandwerk zurück. Boyle nahm an, dass der Marketingerfolg darauf basierte, dass Raymond Duncan in Sandalen und weißer Toga in Paris Einfachheit und Reinheit predigte.
1922 baute Duncan ein Theater in der Rue du Colisée 34 und wurde Theaterintendant.
Duncan schrieb Gedichte, Theaterstücke, Zeitungen und Leitartikel, in denen er seine Philosophie des "Aktionalismus" darlegte.
1930 richtet er eine Grußadresse an Mohandas Karamchand Gandhi zum Salzmarsch.
Er druckte seine Bücher in seiner eigenen Druckerei mit einer von ihm entworfenen Schrift, darunter "La Parole est dans le désert" (1920), "Poemes de parole torrentielle" (1927) und "L'Amour à" Paris (1932) und Etincelles de mon enclume (1957).
1947, im Alter von 73 Jahren schlug er vor, die Stadt "New Paris York" bei 45N und 36W (in der Mitte des Atlantiks) als Symbol für Zusammenarbeit und interkulturelle Kommunikation zu errichten.
1949 veranstaltete er in Paris einen geistigen Weltkongress.

## L'Akademia
Von 1929 bis 1977 existierte L'Akademia in der Rue de Seine 31 in Paris. Sie basierte auf der Vorstellung von der platonischen Akademie und sollte "ein Ort sein, an dem alle Innovationen in den Bereichen Theater, Literatur, Musik und bildende Kunst möglich sind". Duncan und sein Gefolge boten kostenlosen Tanz-, Kunst- und Bastelunterricht an. Anschließend eröffnete er eine zweite, ähnliche Schule in London. In welcher Alan Stivell als Kind in den 1950er Jahren mehrmals die keltische Harfe gespielt hat.
Die Akadémia de Paris setzte ihre Aktivitäten nach dem Tod von Raymond Duncan dank der Arbeit von Aïa Bertrand, einer lettischen Tänzerin mit der gemeinsamen Tochter Ligoa Duncan fort.

Das Gebäude beherbergte die Galeries Raymond Duncan eine Kunstgalerie, Geschäft, Druckerei mit einem Amphitheater im Innenhof. Eine Gedenktafel schmückt noch die Fassade des Gebäudes.

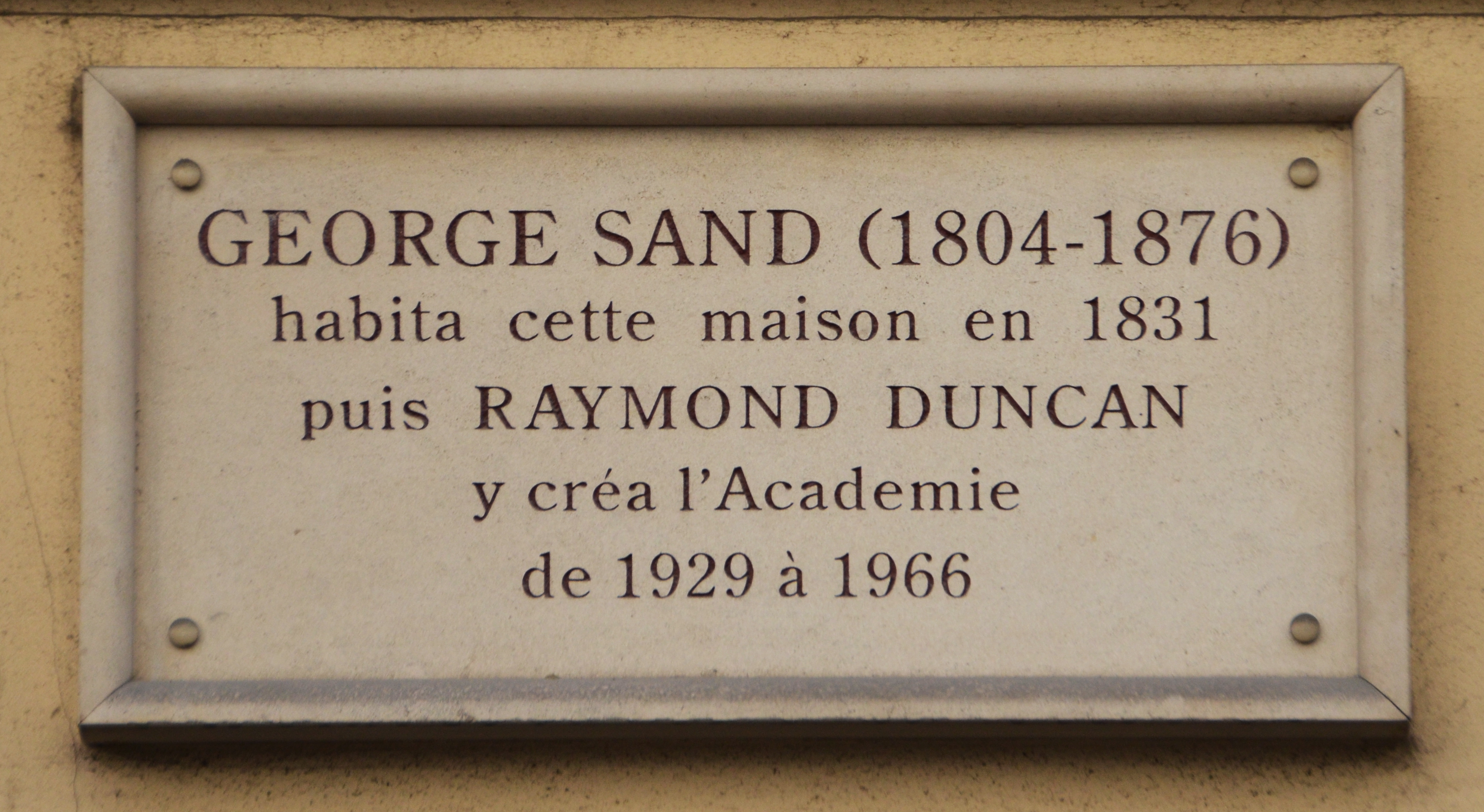
Rue de Seine 31 6. Arrondissement (Paris) Gebäude in dem George Sand 1831 wohnte.

Seine Philosophie stellte Duncan in einem Interview in der Akademie für einen Dokumentarfilm von Orson Welles 1955 vor:

„
- O.W.:... and here you weap scarfs to textiles woven and all kind of things. I am pretty impressed here!
- R.D.: We attempt to do everything that is normal for a man do.

The principle is this: Make every thing you need, by your self and attempt that you not need what you can not make.
Thats the end of view, we will never arrive that.
But I think we can start in doing so.
I say we are starting, with the feet: I have made my sandals.
I am starting with the cloths: I spin and weave my cloths.
I start in to engrave a model type to print my books.
I start in with each thing that I need, as far as possible I attempt to do it.
- O.W.: I see and you try not to need the things you can’t make?
- R.D.: One does not to try too hard, we always like toys, we see in the shop-windows, we want buy.
- O.W.: You dont do?
- R.D.: I am nothing superior to other people, except I have a superior idea!
- O.W.: Do you?
- R.D.: That is that the people are not what they think they are, they are what they do and one of the finest parts of the technique of working is to enjoy what you are doing and do it as a game.
- O.W.: So it brings you fun?
- R.D.: Yes, Not to make money, not to produce, but to make yourselves in working.

- O.W.:To make yourselves in working.
- R.D.: Yes!, Thats the end of view. Whereas in today, peoples destroy themselves in working,

Thats the option of all institution.
...
- R.D.: To take chisel and hammer to cut stone

...
- R.D.: This is my printing shop!
- O.W.: This is your printing shop.
- R.D.: Here were we speak, about printing types,
- O.W.: Mr. Raymond Duncan not only desinged the very beautyful types, but made them himselves.
- R.D.: Yes I made my patterns many years ago, with an attempt to reform printing types. Because a printer should be an artist! And all printers today are imitators. They use types imitating spirit.

I am the only one that uses types that are smilly engraved simetric signs.
- O.W.: And the many of these you made yourselfes?
- R.D.: I made them all.
- O.W.: By hands?
- R.D.: By my hand.
- O.W.: You you publish your own books and print your own paper?
- R.D.: Papers in order to be completely independent, because independence is the greates thing in the world.
- O.W.: Well I say here yea!

8:40: R.D.: If you want to know about my books, I am printing books, but the books are not by myselves because I buy the paper. I have a press, but I printed my newspaper in Paris at first .
But I have not made the paper.
- O.W.: How do you regard this practice, you did not make yourselfe? Do you regard this as a compromise to your principle?
- R.D.: No I would say it was stolen.
- O.W.: Stolen?
- R.D.: Yes stolen, because even when you pay money for thing that politely of steeling.

...“

Er glaubte, dass der Zweck des Werkes die Entwicklung des Werktätigen sei, nicht die Produktion oder das Einkommen. Duncans letztendliches Ziel war eine "vollständige Technik des Lebens", die durch die Synthese von Arbeit, Kunst und körperlicher Bewegung zur Weiterentwicklung des Menschen führen würde.